# Chaos and the Calm
Chaos and the Calm es el álbum de estudio debut del cantante y compositor británico James Bay. Fue lanzado el 23 de marzo de 2015 por Republic Records y producido por Jacquire King.
El álbum fue nominado al Grammy como mejor álbum de rock, y el sencillo "Hold Back the River" a la mejor canción de rock y Bay al mejor artista nuevo.

## Recepción de la crítica
Chaos and the Calm  recibió críticas variadas de los críticos musicales. En Metacritic, que asigna una calificación normalizada de 100 a las críticas de expertos musicales , el álbum recibió una puntuación media de 58, que indica "críticas mixtas o promedio", basado en 9 opiniones.

## Rendimiento Comercial
The Official Charts Company informó que Chaos and the Calm debutó en el número uno en la lista de álbumes del Reino Unido el 29 de marzo de 2015, habiendo vendido más de 64.000 copias en la primera semana de lanzamiento.

## Lista de canciones
| Chaos and the Calm — Edición Estándar |                                  |                                |               |          |  |
| N.º                                   | Título                           | Escritor(es)                   | Productor(s)  | Duración |  |
| 1.                                    | «Craving»                        | James Bay Iain Archer          | Jacquire King | 3:47     |  |
| 2.                                    | «Hold Back the River»            | Bay Archer                     | King          | 3:59     |  |
| 3.                                    | «Let It Go»                      | Bay Paul Barry                 | King          | 4:21     |  |
| 4.                                    | «If You Ever Want to Be in Love» | Bay Jimmy Hogarth Steve McEwan | King          | 3:58     |  |
| 5.                                    | «Best Fake Smile»                | Bay Archer                     | King          | 3:26     |  |
| 6.                                    | «When We Were on Fire»           | Bay Jon Green                  | King          | 3:59     |  |
| 7.                                    | «Move Together»                  | Bay Jamie Hartman              | King          | 4:37     |  |
| 8.                                    | «Scars»                          | Bay                            | King          | 4:32     |  |
| 9.                                    | «Collide»                        | Bay Thomas EP Hull             | King          | 3:24     |  |
| 10.                                   | «Get Out While You Can»          | Bay Ed Harcourt                | King          | 4:43     |  |
| 11.                                   | «Need the Sun to Break»          | Bay Joel Pott                  | King          | 3:46     |  |
| 12.                                   | «Incomplete»                     | Bay Jake Gosling Chris Leonard | King          | 3:41     |  |

| Chaos and the Calm — Versión De lujo (bonus tracks) |                     |                    |              |          |  |
| N.º                                                 | Título              | Escritor(es)       | Productor(s) | Duración |  |
| 13.                                                 | «Running»           | Bay                | Bay          | 3:36     |  |
| 14.                                                 | «Clocks Go Forward» | Bay Martin Brammer | Green        | 4:10     |  |
| 15.                                                 | «Stealing Cars»     | Bay Green          | Green        | 3:43     |  |

## Listas
| Lista (2015)                            | Mejor posición |
| --------------------------------------- | -------------- |
| Australia (ARIA)                        | 3              |
| Austria (Ö3 Austria)                    | 2              |
| Bélgica (Ultratop flamenca)             | 10             |
| Bélgica (Ultratop valona)               | 34             |
| Canadá (Billboard Canadian Albums)      | 4              |
| Dinamarca (Hitlisten)                   | 16             |
| Países Bajos (Album Top 100)            | 5              |
| Francia (SNEP)                          | 86             |
| Alemania (Offizielle Top 100)           | 3              |
| Hungría (MAHASZ)                        | 38             |
| Irlanda (IRMA)                          | 1              |
| Italia (FIMI)                           | 13             |
| Nueva Zelanda (Recorded Music NZ)       | 6              |
| Noruega (VG-lista)                      | 12             |
| Portugal (AFP)                          | 22             |
| España (PROMUSICAE)                     | 37             |
| Suecia (Sverigetopplistan)              | 7              |
| Suiza (Schweizer Hitparade)             | 1              |
| Reino Unido (UK Albums Chart)           | 1              |
| Estados Unidos (Billboard 200)          | 15             |
| Estados Unidos (Digital Albums)         | 5              |
| Estados Unidos (Folk Albums)            | 1              |
| Estados Unidos (Top Alternative Albums) | 2              |
| Estados Unidos (Top Rock Albums)        | 3              |

| Lista (2015)                      | Posición |
| --------------------------------- | -------- |
| Australian Albums (ARIA)          | 17       |
| Alemania (Media Control Charts)   | 44       |
| Nueva Zelanda (Recorded Music NZ) | 28       |
| UK Albums (OCC)                   | 8        |
| US Billboard Folk Albums          | 12       |
| US Billboard Top Rock Albums      | 49       |

## Certificaciones
| Región         | Certificación | Organismo Certificador | Ventas Certificadas | Referencias |
| -------------- | ------------- | ---------------------- | ------------------- | ----------- |
| Australia      | Oro           | ARIA                   | 35,000              | [ 40 ]      |
| Austria        | Oro           | IFPI Austria           | 7,500               | [ 41 ]      |
| Dinamarca      | Oro           | IFPI Dinamarca         | 10,000              | [ 42 ]      |
| Alemania       | Oro           | BVMI                   | 100,000             | [ 43 ]      |
| Nueva Zelanda  | Oro           | RMNZ                   | 7,500               | [ 44 ]      |
| Suiza          | Oro           | IFPI Switzerland       | 10,000              | [ 45 ]      |
| Estados Unidos | Oro           | RIAA                   | 500,000             | [ 46 ]      |
| Reino Unido    | 2x Platino    | BPI                    | 628,106             | [ 48 ]      |

## Historial de lanzamientos
| Región      | Fecha               | Formato             | Discográfica    |
| ----------- | ------------------- | ------------------- | --------------- |
| Irlanda     | 20 de marzo de 2015 | CD Descarga digital | Virgin Republic |
| Reino Unido | 23 de marzo de 2015 | CD Descarga digital | Virgin Republic |